# Vrede van Kuta
De Vrede van Kuta is de naam van het verdrag waarmee uiteindelijk heel Bali per 15 juli 1849 Nederland erkende als opperheer.
Het verdrag is een gevolg van de zogeheten derde expeditie naar Bali door het Nederlandse Oost-Indisch leger, het latere KNIL. De Balinese vesting in Jagaraga was daarbij op 16 april 1849 door het Nederlandse leger ingenomen, waarmee het vorstendom Buleleng overwonnen was. Niet veel later werd ook het vorstendom Karangasem onder de voet gelopen, waarbij de plaatselijke vorst met zijn familie puputan pleegde. De Nederlanders bedreigden vervolgens de plaats Klungkung en daarmee het voortbestaan van het gelijknamige vorstendom. Aangezien het Nederlandse leger in de aanloop naar een veldslag bij Klungkung relatief grote verliezen geleden had en Klungkung met een groot Balinees leger verdedigd werd, stelde de Nederlandse luitenant-kolonel Jan van Swieten een vreedzame oplossing voor. De Balinese vorsten van Kesiman en Pamecutan die het vorstendom Badung vertegenwoordigden en de vorst van Tabanan voelden daar veel voor. Zij wilden namelijk voorkomen dat na een puputan van de vorst van Klungkung, die tevens de susuhunan van Bali en Lombok was, de Nederlandse overheid de vorst van Bangli zou gaan erkennen als susuhunan van Bali en Lombok, ofwel als spiritueel leider van deze eilanden, iets wat ze vanwege de aversie die ze tegen de Banglische vorst hadden ten koste van alles wilden voorkomen. 
Er werd door Van Swieten een vredesconferentie belegd voor 10 juni 1849, maar de dag ervoor liet de vorst van Klungkung weten niet aanwezig te willen zijn. Hij gaf aan dat hij het als een belediging beschouwde dat hij zijn opwachting bij de luitenant-kolonel moest maken. Als Van Swieten zo graag naar een vredelievende oplossing wilde toewerken, dan moest hij maar naar hem toekomen, zo gaf de susuhunan aan. De werkelijke reden voor de weigering naar het Nederlandse kamp af te reizen was dat vanuit het Klungkungse hof een felle anti-Nederlandse lobby was gestart om geen zaken met Nederland te doen uit overtuiging dat de Nederlanders niets anders wilden dan de totale hegemonie over Bali. Onderhandelen had dan volgens de lobbyisten geen zin.
Van Swieten, die bekend was met de ware beweegredenen, besloot daarop op 10 juni 1849 om de volgende dag de stad Klungkung aan te vallen. Maar voordat daartoe werd overgegaan, vernam hij van de Nederlandse handelsagent op Bali Mads Lange dat een Balinese legermacht van ongeveer 33.000 Balinese soldaten het Nederlands-Indisch leger opwachtte. Tevens vertelde Lange dat hij uit betrouwbare bron vernomen had dat de susuhunan zou oproepen tot een kolossale puputan, die zeker ook slachtoffers onder de Nederlanders zou maken. Hij smeekte de luitenant-kolonel om een groot bloedbad te voorkomen en alsnog een poging te wagen tot vredesonderhandelingen. Van Swieten besloot op Langes verzoek in te gaan en stelde de vorst van Klungkung een ultimatum: hij kreeg vijf dagen de tijd om de Nederlandse soevereiniteit en daarmee de opperheerschappij van Nederland te erkennen. Verder moesten de vorsten van Klungkung, Gianyar, Badung en Tabanan hun opwachting maken bij de gouverneur-generaal van Nederland in Batavia om hun aanhankelijkeheid aan Nederland te tonen.
De vorst van Kesiman Gusti Gde Ngurah Kesiman en een goede vriend van Lange werd door de susuhunan aangesteld om namens hem de onderhandelingen te voeren. Kesiman ging akkoord met alle voorwaarden en op 12 juli stonden de afgezanten van de vorsten van Klungkung, Gianyar, Badung en Tabanan klaar om naar Batavia te vertrekken. De verdere besprekingen werden gevoerd in het huis van Lange in Kuta en het verdrag werd op 15 juli 1849 in zijn woning ondertekend door vertegenwoordigers van de vorstendommen Klungkung, Gianyar, Badung en Tabanan. Voor Nederland ondertekende Van Swieten. In het verdrag werd opgenomen dat het bestuur in de betreffende vorstendommen in zijn geheel zou worden overgelaten aan de Balinese vorsten en Nederland zou er geen bestuursambtenaren of soldaten stationeren.
De ondertekening werd in Kuta gevierd met een groots feest voor duizenden Balinezen. Lange betaalde de gehele rekening. Voor zijn medewerking aan de totstandkoming van het verdrag werd hij door koning Willem III der Nederlanden onderscheiden met de Orde van de Nederlandse Leeuw.
Eenzelfde verdrag werd later ook ondertekend door de vorsten van Selaperang en Bangli. 

## Bron
Ide Anak Agung Gde Agung, (1990) Bali in de XIXde eeuw, Yogyakarta: Duta Wacana University Press, 219 p.